# Lough Dahybaun SAC
Lough Dahybaun SAC este o arie protejată (sit de importanță comunitară — SCI) din Irlanda întinsă pe o suprafață de 76,1 ha, integral pe uscat.

## Localizare
Centrul sitului Lough Dahybaun SAC este situat la coordonatele 54°07′04″N 9°31′44″W / 54.117836°N 9.528866°V.

## Înființare
Situl Lough Dahybaun SAC a fost declarat sit de importanță comunitară în august 1997 pentru a proteja 1 specie de plante.

## Biodiversitate
Situată în ecoregiunea atlantică, aria protejată conține 2 habitate naturale: Ape oligotrofe din câmpii nisipoase, cu un conținut foarte redus de minerale (Littorelletalia uniflorae), Turbării de acoperire (* exclusiv pentru turbării active).
La baza desemnării sitului se află o specie protejată de  plante: Najas flexilis.